# Стомсберг (Небраска)
Стомсберг (енгл. Stromsburg) град је у америчкој савезној држави Небраска.

## Демографија
По попису из 2010. године број становника је 1.171, што је 61 (-5,0%) становника мање него 2000. године.
| Група             | 2000.         | 2010.         |
| Белци             | 1.215 (98,6%) | 1.129 (96,4%) |
| Афроамериканци    | 0 (0,0%)      | 5 (0,4%)      |
| Азијати           | 1 (0,1%)      | 3 (0,3%)      |
| Хиспаноамериканци | 8 (0,6%)      | 16 (1,4%)     |
| Укупно            | 1.232         | 1.171         |